# كوكاتو أسود لامع
الكوكاتو الأسود اللامع هو طائر من فصيلة الكوكاتو يعيش في شرق أستراليا.